# علاءالدین القهار
علاءالدین القهار (به مالایی: Alauddin al-Qahhar dari Aceh) (درگذشتهٔ ۲۸ سپتامبر ۱۵۷۱) سومین سلطان آچه و یکی از قوی‌ترین فرمانروایان جنگجو در تاریخ این سلطان‌نشین بود. در زمان او ساختارهای قدرتی که پدرش آغاز کرده بود بسیار تقویت شد. او در دوران حکومتش جنگ‌های بسیاری را با رقبای پرتغالی و مالایی انجام داد و به موفقیت‌های بسیاری دست یافت. روابط آچه و عثمانی نیز دوران حکومت او آغاز شد.